# هشام عز العرب
هشام عز العرب هو رئيس مجلس الإدارة بالبنك التجاري الدولي، وقبل توليه هذا المنصب، عمل كمستشار لمحافظ البنك المركزي المصري لمدة ثلاثة أشهر. ورئيس مجلس الإدارة والعضو المنتدب سابقاً للبنك التجاري الدولي، شغل عدة مناصب إدارية عالمية في عدد من البنوك مثل جي بي مورغان تشيس ودويتشه بنك، شغل عام 2002 منصب الرئيس التنفيذي والعضو المنتدب في البنك التجاري الدولي (مصر)، وهو عضو مجلس إدارة شركة "فيرفاكس إفريقيا، وعضو المجلس الأستشاري الإقليمي لمؤسسة ماستر كارد. حصل في عام 2014 على جائزة أفضل رئيس تنفيذي في مصر وإفريقيا من حفل "أيميا فاينانس". كما فاز بجائزة يورومني للتميز في المساهمة المتميزة في قطاع الخدمات المالية في الشرق الأوسط لعام 2016.، أعلن أستقالته عن منصبه في البنك التجاري الدولى في أكتوبر عام 2020.، ثم في أغسطس
2023 تم تعينه مستشاراً لمحافظ البنك المركزي المصري
وبعدها تقدم بإستقالته من البنك المركزي بعد عودته لمنصبه كرئيس مجلس إدارة البنك التجاري الدولي
وهذا الخبر الذي كان بمثابة الإنتصار لجميع العاملين بالبنك التجاري الدولي الذين لم يتوقفوا للحظة واحدة في دعم السيد هشام عز العرب وضجت مواقع التواصل الإجتماعي بمظاهر الحب والتقدير لهشام عز العرب من مختلف أبناء الشعب المصري لثقتهم المطلقة في نزاهة الرجل وكفائته منقطعة النظير وإدارته الفريدة لكيان عملاق بحجم البنك التجاري الدولي في محاولة بسيطة لرد الإعتبار لإسم هشام عز العرب
هذا ويعد هشام عز العرب بمثابة الأب الروحي لجميع العاملين بالبنك التجاري الدولي وقد حرص عز العرب منذ اليوم الأول لتوليه المسئولية أن يتقرب من جميع الموظفين ومكتبه مفتوح دائمًا لإستقبال والإستماع لشكوي أي موظف مهما كانت درجته الوظيفية وخاض الكثير جداً من المصاعب من أجل تحقيق الأمن الإجتماعي لصغار الموظفين وتقديم رواتب ومميزات تجعل ممن يعمل بالبنك يشعر بالأمان وتحقيق بيئة عمل محفزة للإبداع بخلاف حرص عز العرب علي التواصل مع صغار الموظفين بالإدارات المختلفة والعاملين والإطمئنان علي أحوالهم المعيشية وتوفير جميع سبل الأمان النفسي والمادي مما جعله يتربع علي عرش الأستاذية في القيادة وصناعة مفهوم الولاء للمؤسسة ويكون الرجل الأوحد في هذا المنصب الرفيع الذي أستطاع أن يسكن قلوب جميع العاملين بالبنك

## حياته المهنية
فور تخرجه من جامعة القاهرة بدأ حياتة المهنية في العديد من البنوك المصرية عام 1977 مما جعله يتمتع بالخبرة الكافية التي تجعله يشغل منصب العضو المنتدب لـ "جي بي مورجان" في لندن، ثم العضو المنتدب لدويتشه "بنك لندن" ثم أصبح نائباً للعضو المنتدب في البنك التجاري الدولي في عام 1999 ثم عضواً بمجلس الإدارة في عام 2001 ثم أصبح رئيس مجلس الإدارة والعضو المنتدب في "البنك التجاري الدولي" في عام 2002 كان أيضاً عضواً في مجلس أمناء الجامعة الأمريكية بالقاهرة حاز على جائزة أفضل رئيس تنفيذي في قارة إفريقيا عام 2014 وعضواً بالمجلس الأستشاري الأقليمي لمؤسسة مستر كارد في الشرق الأوسط وإفريقيا".
شغل في الفترة بين الأعوام 2013-2016 و2017-2020 منصب «رئيس اتحاد بنوك مصر» خلفا لطارق عامر، في 2019 تم تكريمه من مجلة بيزنس توداي كأحد قادة الأعمال البارزين، وقائد لعمليات التحول الرقمى في القطاع المصرفى والأقتصاد المصرى. كما تم تكريمه أيضاً من رئاسة الجمهورية على جهوده في تعزيز الخدمات الصحية بكافة محافظات الجمهورية.

## وصلات خارجية
- سيرة شخصية